# Девки с мачете на свободе!
«Девки с мачете на свободе!» (англ. Machete Maidens Unleashed!) — австралийский документальный фильм 2010 года режиссёра Марка Хартли, посвящённый американо-филиппинскому эксплуатационному кино 70-х годов.
Это второй документальный фильм Марка Хартли. Первый фильм «Не совсем Голливуд» об австралийском эксплуатационном кино Хартли завершил в 2008 году.

## Сюжет
Некоторые американские режиссёры и продюсеры эксплуатационных низкобюджетных фильмов нашли, что фильмы можно снимать ещё дешевле, если перенести кинопроизводство в бедную страну. На эту роль хорошо подошли Филиппины, где с одной стороны было много дешёвой рабочей силы, а с другой — своя довольно развитая кинопромышленность. В стране имелись киностудии и всё необходимое для съёмок оборудование. К тому же джунгли выглядели свежо и интересно для западного зрителя.
Некоторые филиппинские режиссёры, такие как Эдди Ромеро или Сирио Сантьяго, сотрудничали с американскими продюсерами. Они снимали то, что те от них требовали, с американскими актёрами на главных ролях. Поначалу это были фильмы-хорроры, а затем сексплотейшэн фильмы о женской тюрьме. В зависимости от изменения вкусов публики в фильмы добавляли кунг-фу или чернокожих актёров. Поскольку в 70-е у американской молодёжи был запрос на протест и перемены, здесь стали делать и революционные фильмы про борьбу с диктатурой. При этом на самих Филиппинах в это время был установлен диктаторский режим. Президент Фердинанд Маркос в 1972 году ввёл в стране чрезвычайное положение и отменил конституцию. Тем не менее местное правительство никак не мешало американцам снимать здесь своё кино. Более того, филиппинские войска часто принимали участие в массовке в съёмках батальных сцен. Дошло до того, что на Филиппины приехал Фрэнсис Коппола снимать здесь «Апокалипсис сегодня».
К концу десятилетия эксплуатационное кино стало переживать кризис. Связано это было с тем, что Голливуд начал брать на вооружение сюжеты из жанрового кино и снимать их со своим размахом. Так, например, появились фильмы «Челюсти» и «Звёздные войны». Фильмы же категории B не могли конкурировать с такими работами. Кинотеатры под открытым небом (основная площадка, где демонстрировались низкобюджетные фильмы) стали закрываться. В то же время начала ухудшаться политическая ситуация на Филиппинах, находиться там стало опасно. К тому же за этот короткий промежуток времени на Филиппинах уже было снято довольно много фильмов, и тема джунглей надоела зрителям. В начале 80-х годов американцы покинули острова и вернулись домой.
Для фильма было записано множество интервью с актёрами, режиссёрами, сценаристами и продюсерами имеющими отношение к данной теме. Помимо прочих в фильме присутствуют: Кармен Аргензиано, Аллан Аркуш, Коллин Кэмп, Роджер Корман, Джо Данте, Ли Эрми, Пэм Гриер, Сид Хэйг, Глория Хендри, Пол Косло, Джон Лэндис, Дик Миллер, Эдди Ромеро, Дин Тавуларис, Брайан Тренчард-Смит, Патрик Уэйн.

## Рецензии
На сайте Rotten Tomatoes у фильма «Девки с мачете на свободе!» 88 % свежести на основании 8 рецензий и средний балл 6.8 из 10. Уиллу Слоуну из журнала Exclaim! в целом фильм понравился, но он пожаловался на отсутствие чёткой линии повествования% по его мнению, фильм прыгает с темы на тему. В The Georgia Straight отметили, что в фильме есть интересные наблюдения насчёт того, как в эксплуатационном кино того периода постепенно менялось отношение к сексу, насилию и расовым взаимоотношениям. Линда Барнард из Toronto Star поставила фильму 2,5 звезды из 4. По её убеждению, фильм обязателен к просмотру для любителей Квентина Тарантино, Роберта Родригеса или Роджера Кормана. Тодд Браун с сайта Screen Anarchy считает, что Марку Хартли удалось передать энергию фильмов того времени.

## Фильмы
Ниже в хронологическом порядке представлен список фильмов, на которые делается акцент:
- 1959 — Кровавое чудовище[англ.] / Terror Is a Man
- 1968 — Невесты с Кровавого острова[англ.] / Brides of Blood
- 1969 — Безумный доктор с Кровавого острова[англ.] / The Mad Doctor of Blood Island
- 1970 — Кровавый зверь[англ.] / Beast of Blood
- 1970 — Ангелы Вьетнама / The Losers / Nam’s Angels
- 1971 — Зверь жёлтой ночи[англ.] / Beast of the Yellow Night
- 1971 — Дом большой куклы / The Big Doll House
- 1971 — Женщины в клетках / Women in Cages
- 1972 — Ночь женщины-кобры[англ.] / Night of the Cobra Woman
- 1972 — Большая клетка для птиц / The Big Bird Cage
- 1972 — Душная камера[англ.] / The Hot Box
- 1972 — Сумеречные люди[англ.] / The Twilight People
- 1972 — Охота на женщин[англ.] / The Woman Hunt
- 1973 — За пределами Атлантиды[англ.] / Beyond Atlantis
- 1973 — Чёрная мама, белая мама / Black Mama White Mama
- 1973 — Летающий я[англ.] / Fly Me
- 1973 — Сэвэдж![англ.] / Savage!
- 1974 — Дикие сёстры[англ.] / Savage Sisters
- 1975 — Модели с обложки[англ.] / Cover Girl Models
- 1975 — Динамит Джексон[англ.] / TNT Jackson
- 1976 — Чёрная, белая и жёлтая[англ.] / Ebony, Ivory & Jade
- 1976 — Бульвар Голливуд[англ.] / Hollywood Boulevard
- 1976 — Женская тюрьма[англ.] / The Muthers
- 1978 — Её зовут Клеопатра Вонг[англ.] / They Call Her Cleopatra Wong
- 1978 — Путаны-вампирши[англ.] / Vampire Hookers
- 1979 — Апокалипсис сегодня / Apocalypse Now
- 1979 — Динамит Джоксон / Dynamite Johnson
- 1979 — Из глубин[англ.] / Up from the Depths
- 1981 — Обнажённый кулак / Firecracker
- 1981 — Только за твой рост[англ.] / For Y’ur Height Only
- 1981 — Однорукий палач / The One-Armed Executioner